# Robert Lord
Robert Lord (1. maj 1900 - 5. april 1976) var en amerikansk manuskriptforfatter og filmproducer. Han skrev til 71 film mellem 1925 og 1940. Han vandt en Oscar i 1933 i kategorien bedste historie, for filmen Stillehavsnætter. Han blev nomineret i samme kategori i 1938 for filmen Hemmelig terror.